# جامع النصر

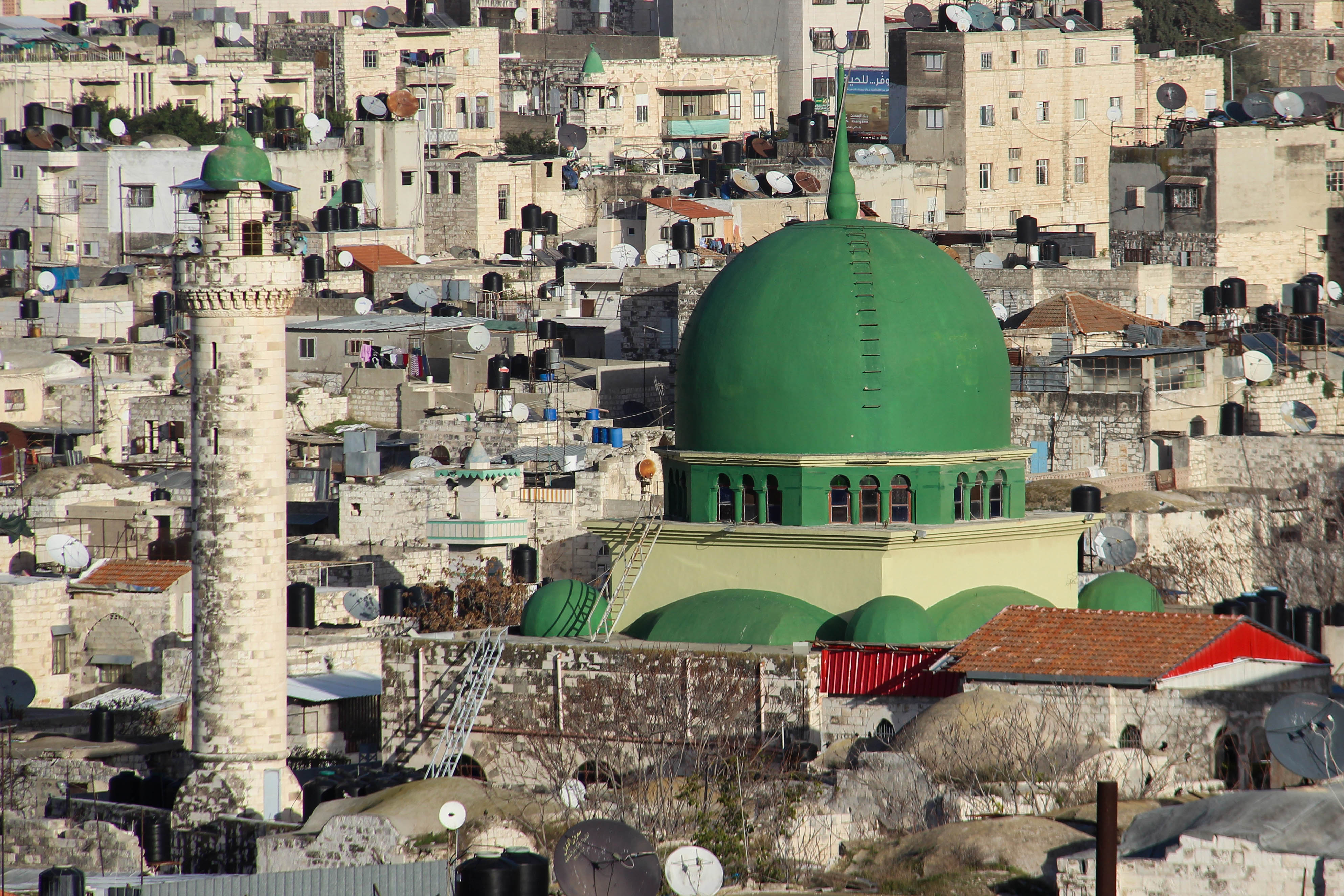
جامع النصر.

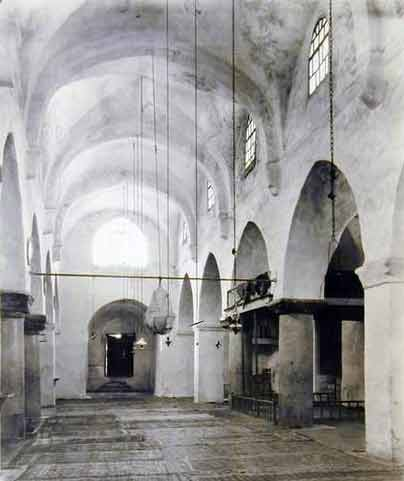

جامع النصر هو أحد المساجد التاريخية في مدينة نابلس الفلسطينية في منطقة باب الساحة في وسط المدينة القديمة في نابلس.

## تاريخ
كان يحوي سابقًا في موقع المسجد كنيسة بيزنطية. خلال الحكم الصليبي لنابلس، أقام فرسان المعبد كنيسة دائرية ذات قبة حمراء. بعد تحرير نابلس عام 1187 على يد صلاح الدين الأيوبي، قام المماليك بتحويل الكنيسة الصليبية إلى مسجد. دمر هذا المسجد نتيجة زلزال عام 1927م، و أعيد بناؤه عام 1935م. يؤم المصلين في المسجد إمام من المذهب الحنفي. توجد في الطابق الأرضي للمسجد قبور تاريخية.

جامع النصر في البلدة القديمة